# Спрингфилд (Масачусетс)
Спрингфилд (енгл. Springfield) је главни град округа Хампден у држави Масачусетс, САД. Налази се на источној обали реке Конектикат. По попису становништва из 2010. у њему је живело 153.060 становника., док је у метрополитанском подручју Спрингфилда, према процени из 2009, живело 698.903 становника.
Спрингфилд је највећи град западног дела Нове Енглеске, и економски и културни центар долине реке Конектикат (познате као Долина Пионир). По броју становника је трећи највећи град у Масачусетсу, иза Бостона и Вустера.
Спрингфилд је познат и као родно место кошарке, спорта који је 1891. осмислио Џејмс Нејсмит, канадски лекар на Универзитету Макгил и професор физичког васпитања на Колеџу Спрингфилд.

## Демографија
Према попису становништва из 2010, у граду је живело 153.060 становника, што је 978 (0,6%) становника више него 2000. године.
| Група             | 2000.          | 2010.          |
| Белци             | 74.291 (48,8%) | 56.248 (36,7%) |
| Афроамериканци    | 31.960 (21,0%) | 34.073 (22,3%) |
| Азијати           | 2.916 (1,9%)   | 3.728 (2,4%)   |
| Хиспаноамериканци | 41.343 (27,2%) | 59.451 (38,8%) |
| Укупно            | 152.082        | 153.060        |

## Партнерски градови
- Витербо